# Daniel W. Waugh

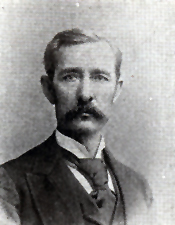
Daniel W. Waugh

Daniel Webster Waugh (* 7. März 1842 bei Bluffton, Wells County, Indiana; † 14. März 1921 in Tipton, Indiana) war ein US-amerikanischer Politiker. Zwischen 1891 und 1895 vertrat er den Bundesstaat Indiana im US-Repräsentantenhaus.

## Werdegang
Daniel Waugh besuchte die öffentlichen Schulen seiner Heimat einschließlich der Bluffton High School. Zwischen 1861 und 1864 diente er als Soldat im Heer der Union. Danach arbeitete er als Lehrer und in der Landwirtschaft. Nach einem anschließenden Jurastudium und seiner 1866 erfolgten Zulassung als Rechtsanwalt begann er in Tipton in diesem Beruf zu praktizieren. Zwischen 1884 und 1890 war er Richter im 36. Gerichtsbezirk von Indiana.
Politisch war Waugh Mitglied der Republikanischen Partei. Bei den Kongresswahlen des Jahres 1890 wurde er im neunten Wahlbezirk von Indiana in das US-Repräsentantenhaus in Washington, D.C. gewählt, wo er am 4. März 1891 die Nachfolge von Joseph B. Cheadle antrat. Nach einer Wiederwahl konnte er bis zum 3. März 1895 zwei Legislaturperioden im Kongress absolvieren. Im Jahr 1894 verzichtete Daniel Waugh auf eine weitere Kongresskandidatur. Nach seinem Ausscheiden aus dem US-Repräsentantenhaus arbeitete er wieder als Anwalt. Er starb am 14. März 1921 in Tipton, wo er auch beigesetzt wurde.